# Arnaldo Bartoli
Arnaldo Bartoli (Reggio nell'Emilia, 9 marzo 1900 – Guastalla, 23 settembre 1993) è stato un pittore italiano.
La vita e le opere di Arnaldo Bartoli sono indissolubilmente legate al fiume Po e alla cittadina di Guastalla, dove la provincia di Reggio Emilia confina con il Po dove ha trascorso l'intera esistenza. La sua pittura invece, pur affrontando temi fortemente radicati a quei luoghi, presenta caratteri complessi e denota conoscenze di respiro più ampio.

## Biografia
Nato a Reggio Emilia il 9 marzo del 1900, fin da piccolo si trasferisce a Guastalla, da dove si allontana solo nel 1946, per una breve parentesi lavorativa a Milano come illustratore per L'Unità e per "Il calendario del popolo". Il Po e la sua gente, i fatti e i momenti semplici o importanti dell'esistenza sono i motivi conduttori del suo lavoro, che affronta con passione ed impegno fino al 22 settembre 1993 giorno della sua morte.
L'immagine di Bartoli si lega spesso a quella del "pittore naïf" o a quell'opera di artista istintivo, ingenuo, di pittore che si è creato da solo. Bartoli aveva invece un ricco bagaglio di conoscenze che emergono bene nel suo lavoro. Per contestualizzare l'opera di Bartoli che è stata autodidatta solo sul piano tecnico è necessario risalire alle origini che coincidono con il biennio 1928-1929, quando è arrivato alla pittura, forse stimolato dalla frequentazione di amici artisti ed ha cominciato a comporre paesaggi e nature morte di impostazione tardo romantica, aggiornati con i ricordi della lezione di Cèzanne, in linea con la pittura locale di quegli anni.
L'amicizia con Zavattini, Degana e soprattutto Marino Mazzacurati, tornato da Roma a Gualtieri, lo spingono a intraprendere la carriera di artista. Proprio nello studio di Mazzacurati vide per la prima volta Antonio Ligabue (come citato nella biografia dello stesso Ligabue ("lo vide per la prima volta rannicchiato in un angolo il pittore Arnaldo Bartoli").
Sempre spinto da Mazzacurati partecipa nel 1943 alla Quadriennale di arte moderna di Roma con un olio su tela raffigurante la campagna della bassa Reggiana, e nel 1946 sempre a Roma eseque una personale, la prima di una lunga serie che lo porta a Torino, Milano, Parigi, Caracas e naturalmente la sua Reggio Emilia che gli dedica tantissime mostre.
Dall'amicizia che è durata fino alla fine con Antonio Ligabue forse è arrivata l'avvicinamento alla pittura naif a cui si dedica dagli anni sessanta per poi passare a altre forma di arte, motivo per cui è stato definito artista multiforme.

### Opere
Tra le sue opere più rappresentative:
- I pescatori sul Po
- Ritratto di Flavio Mossina
- Paesaggio fluviale
- La fiera della pieve
- I suonatori
- Alla manifestazione
- Veduta sul Po
- Paesaggio con barche.

### Fonti
Scritti Marino Mazzacurati, Cesare Zavattini, Loredana Ghezzi, Umberto Bonafini, Egle Prati, biografia Antonio Ligabue di Augusto Agosta Tota.

Ringraziamenti a Carlo Bartoli per l'aiuto nella ricerca.